# Бергем
Берге́м, Бергайм (фр. Bergheim [bɛʁk(h)aim], также нем. Bergheim) — город и коммуна на северо-востоке Франции в регионе Гранд-Эст (бывший Эльзас — Шампань — Арденны — Лотарингия), департамент Верхний Рейн, округ Кольмар — Рибовилле, кантон Сент-Мари-о-Мин. До марта 2015 года коммуна административно входила в состав кантона кантона Рибовилле (округ Рибовилле).

## Географическое положение
Коммуна расположена приблизительно в 380 км к востоку от Парижа, в 55 км юго-западнее Страсбурга, в 14 км к северу от Кольмара. Бергем расположен в долине между холмами, в регионе, богатом виноградниками, немного к западу от шоссе N83/A35 Страсбург — Кольмар. Через Бергем протекает река Бергенбах, левый приток реки Иль. Код INSEE коммуны 68028.

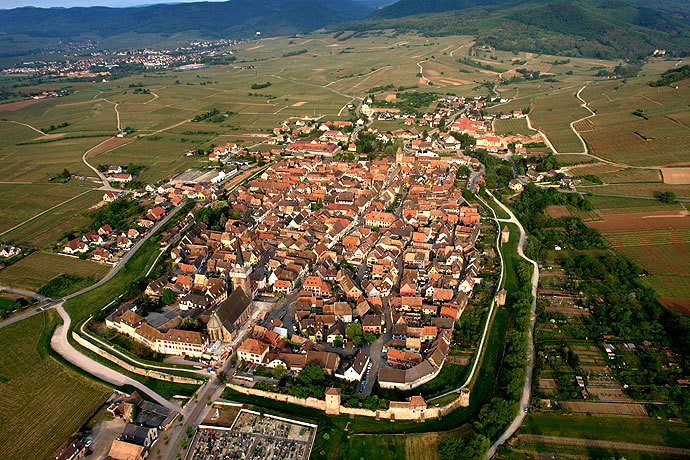
Аэрофотоснимок Бергема (вид на запад-юго-запад). Видно прямоугольный в плане древний город, окружённый двойными стенами и средневековым рвом. На переднем плане видно приходская церковь и улицу Гран’Рю, пересекающую город с востока на запад. На дальнем плане видны Верхние Ворота, узнаваемые по квадратной башне с пирамидальной крышей, и новый район Фрён. В дальнем левом углу различим город Рибовилле.

Площадь коммуны — 19,16 км², население — 1837 человек (2006) с тенденцией к росту: 1941 человек (2012), плотность населения — 101,3 чел/км².

## Население
Численность населения коммуны в 2011 году составляла 1897 человек, а в 2012 году — 1941 человек.
| 1962 | 1968 | 1975 | 1982 | 1990 | 1999 | 2004 | 2006 | 2008 | 2009 | 2011 | 2012 |
| ---- | ---- | ---- | ---- | ---- | ---- | ---- | ---- | ---- | ---- | ---- | ---- |
| 1708 | 1753 | 1703 | 1774 | 1802 | 1830 | 1850 | 1837 | 1883 | 1906 | 1897 | 1941 |

Динамика населения:

## Экономика
В 2007 году среди 1221 человека в трудоспособном возрасте (15-64 лет) 927 были экономически активными, 294 — неактивными (показатель активности — 75,9 %, в 1999 году было 75,3 %). Из 927 активных работали 861 человек (478 мужчин и 383 женщины), безработных было 66 (24 мужчины и 42 женщины). Среди 294 неактивных 81 человек были учениками или студентами, 142 — пенсионерами, 71 была неактивными по другим причинам.

## Достопримечательности
- Крепостная стена (XIV—XV века) с башней-воротами (Верхние Ворота), построенными в XIV веке и перестроенными в XVI веке. Верхние Ворота являются памятником культурного наследия с 8 марта 1948 года[12]
- Здание мэрии (1767 год). Исторический памятник с 16 июня 1993 года[13]
- Липа, посаженная около 1300 года
- Приходская церковь, построена между 1320 и 1347 годами в готическом стиле. Памятник культурного наследия с 15 ноября 1985 года[14]
- Часовня Quatorze Saints Auxiliateurs, построенная в нео-готическом стиле
- Кладбищенская часовня, построенная в 1593 году, восстановлена в 1980 году. Памятник культурного наследия с 19 июля 2008 года[15]

## Известные уроженцы
- Беллогэ, Доминик-Франсуа-Луи (1795—1872) — французский археолог, этнограф, этнолингвист, историк, специалист по истории Бургундии, автор работ о происхождении галльских народов и галльского языка.

## Фотогалерея

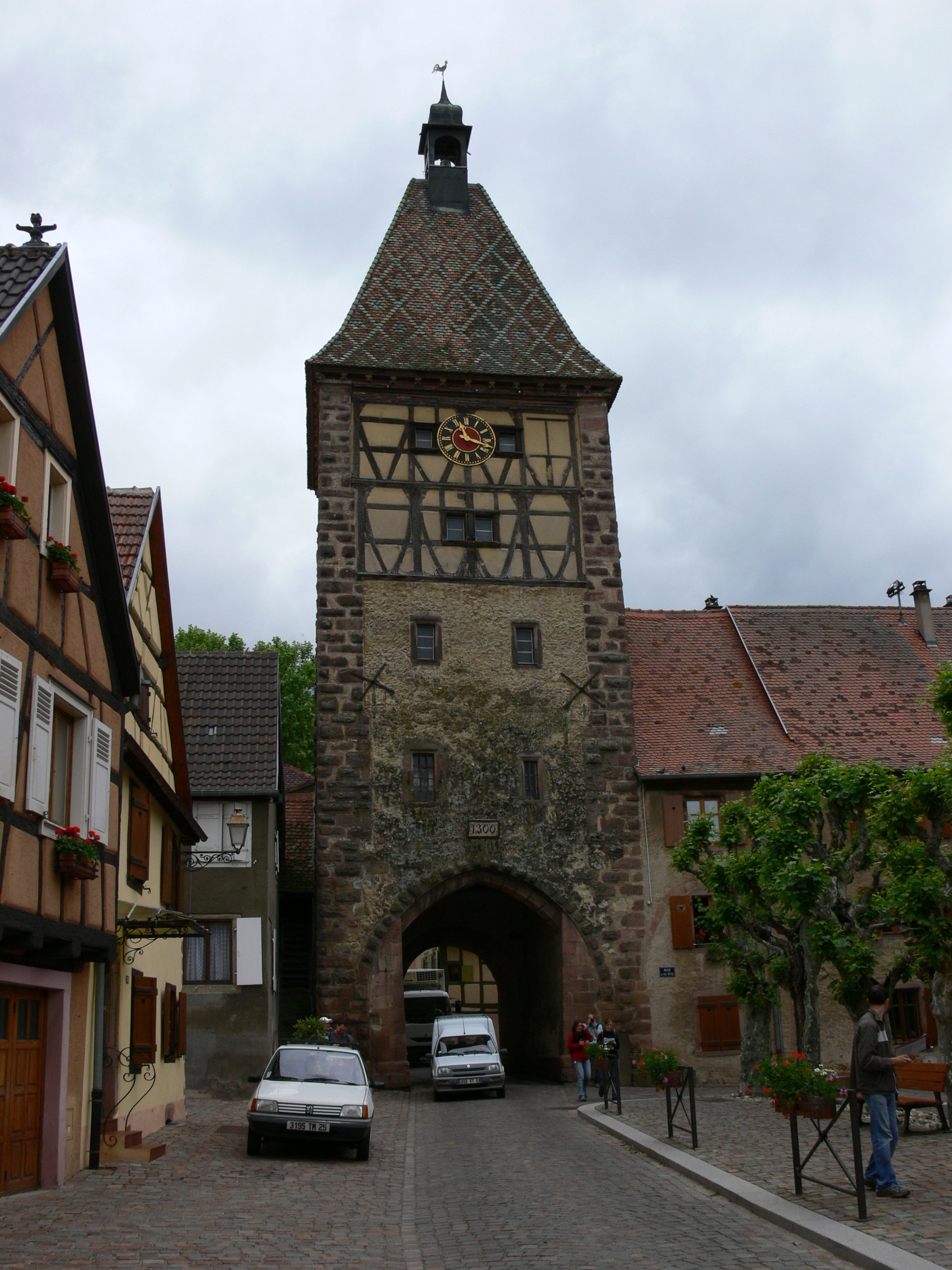
Верхние Ворота
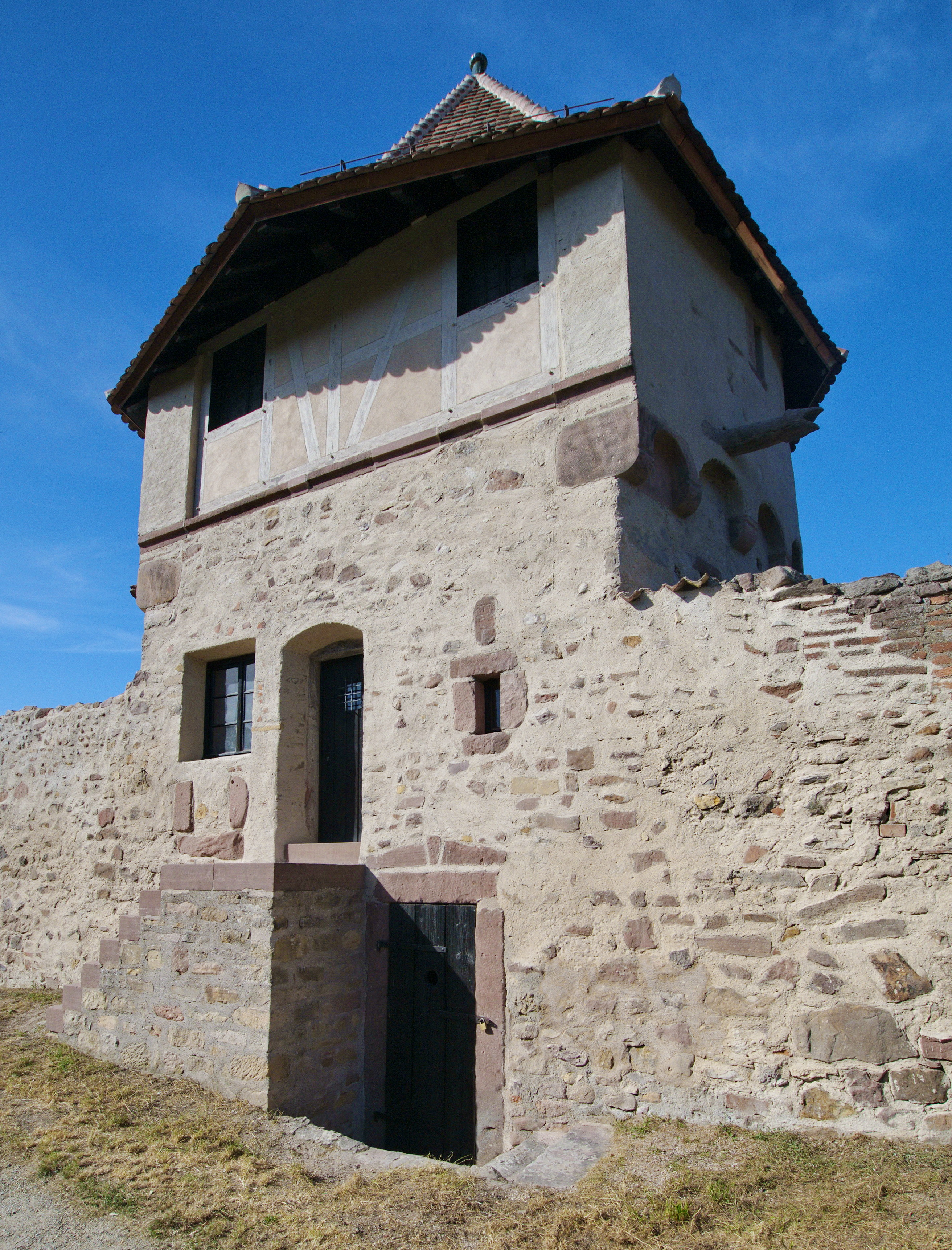
Башня
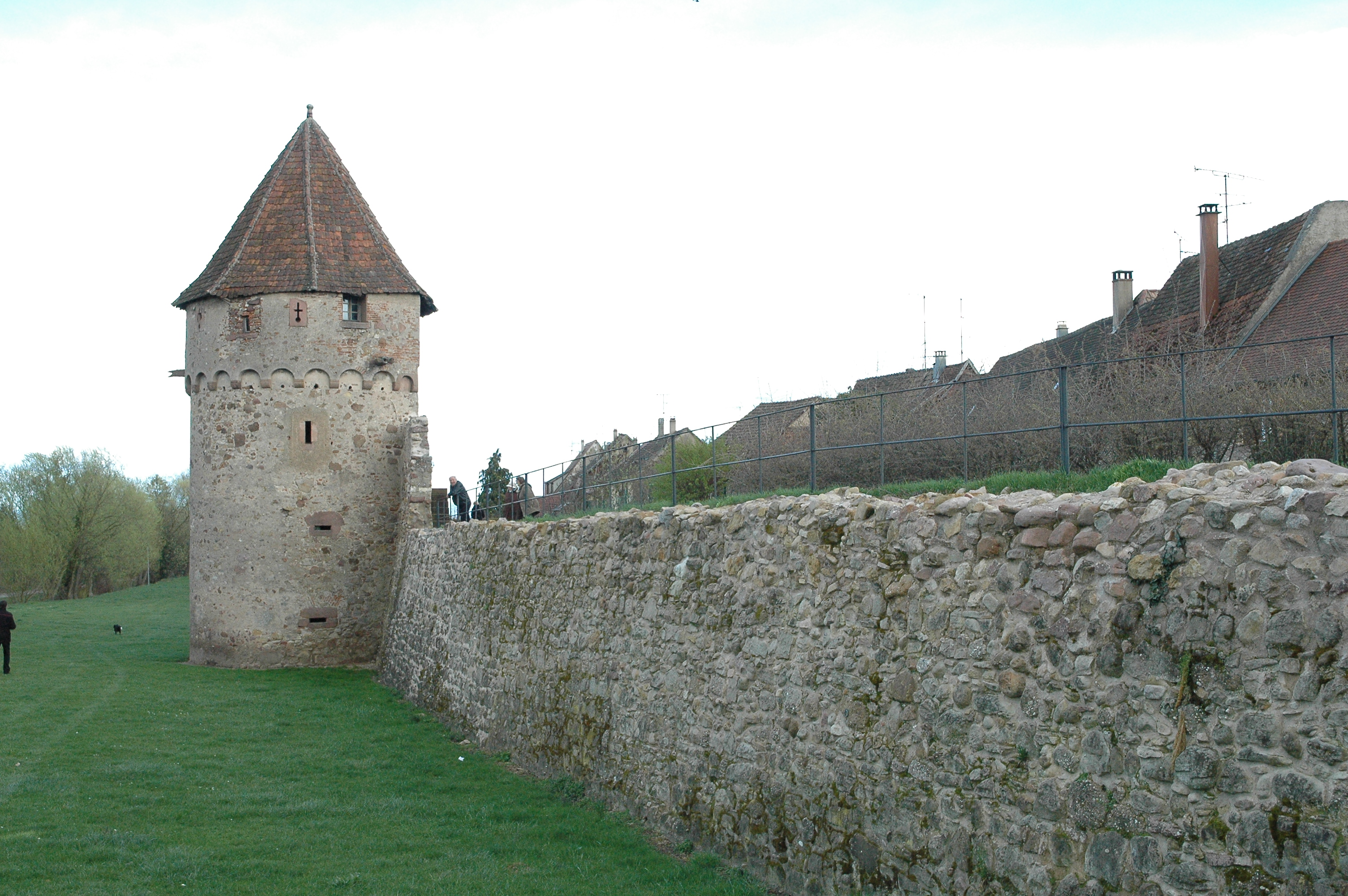
Крепостная стена
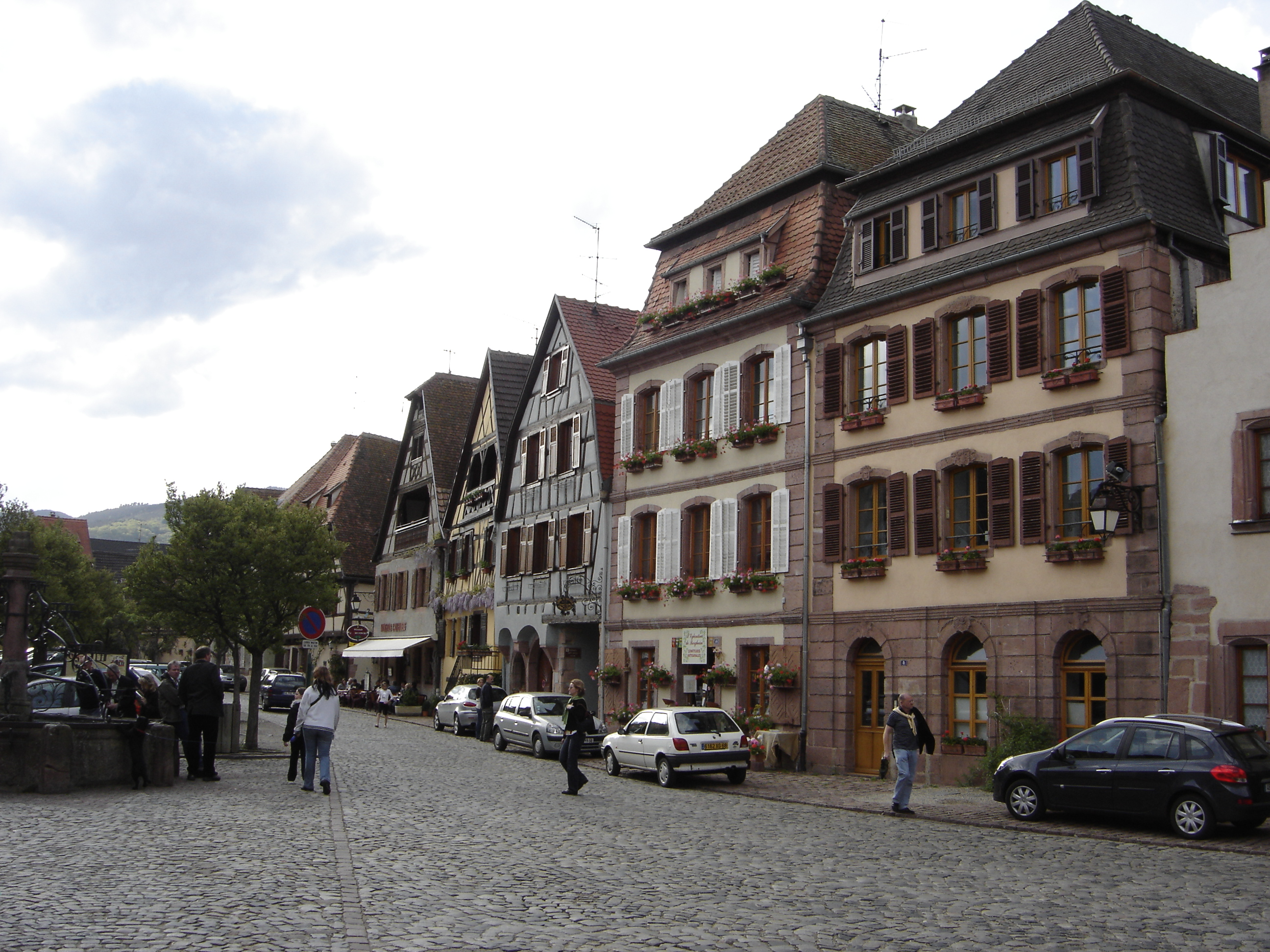
Центр города
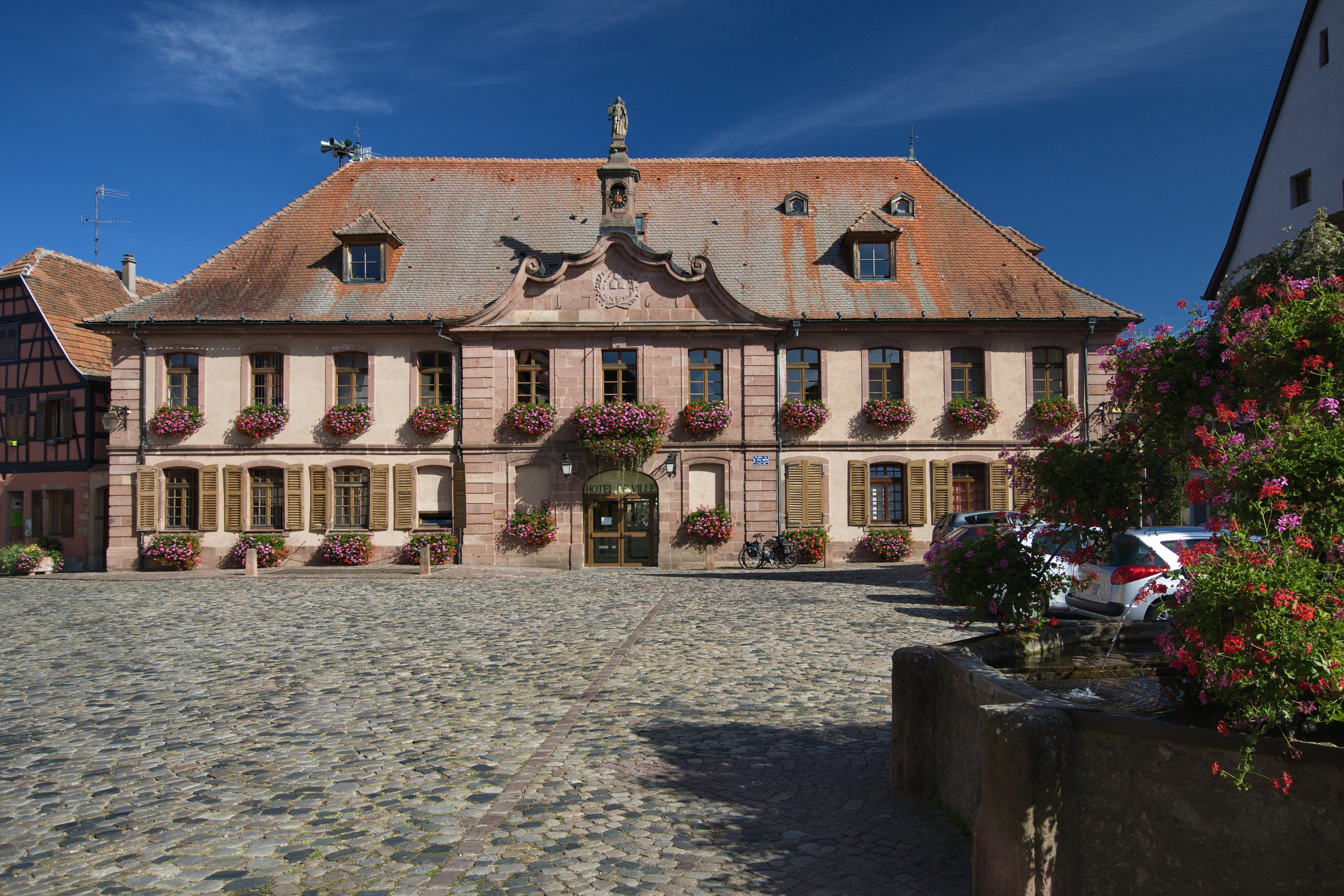
Мэрия
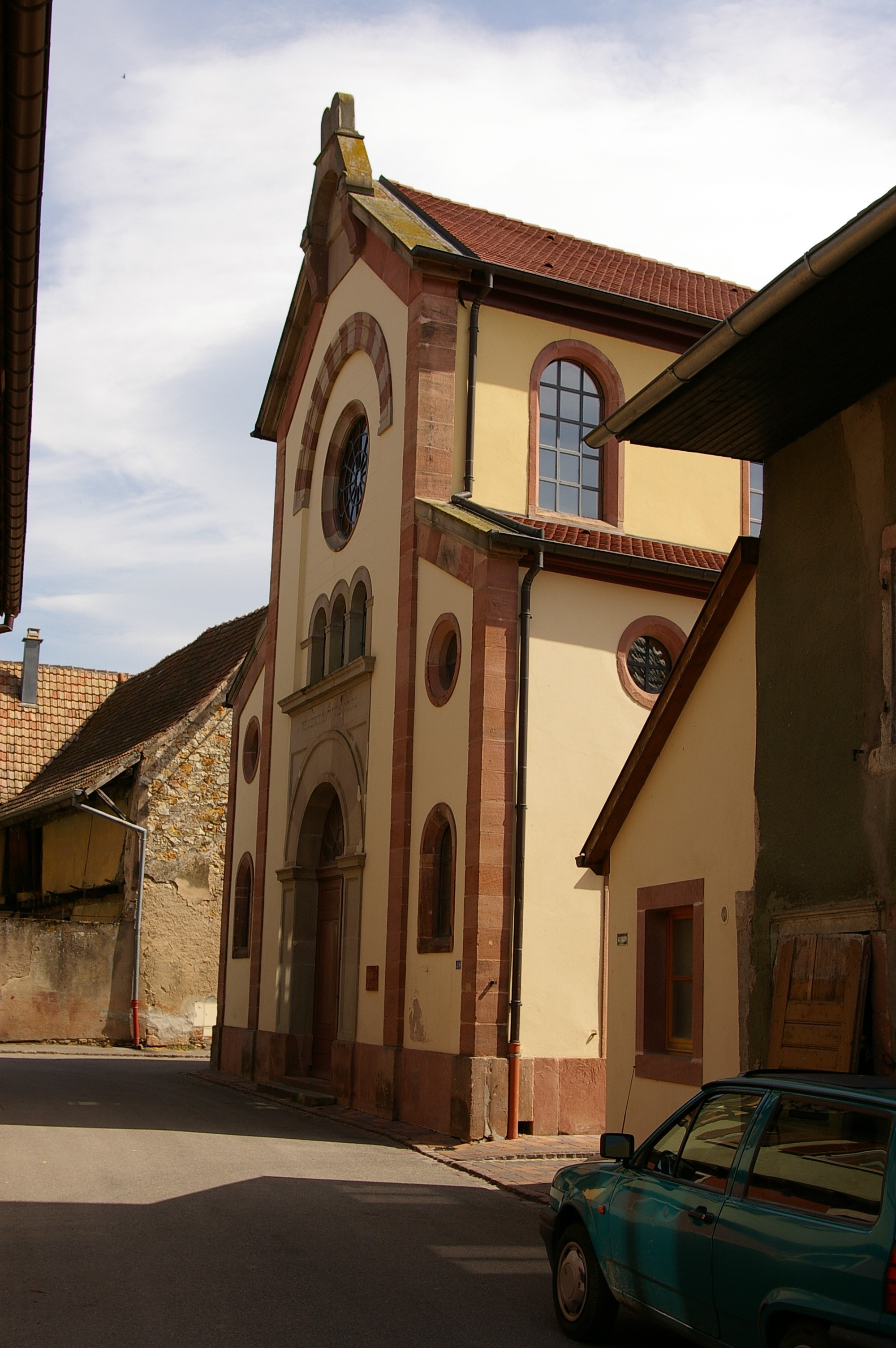
Синагога